# Rose Royce

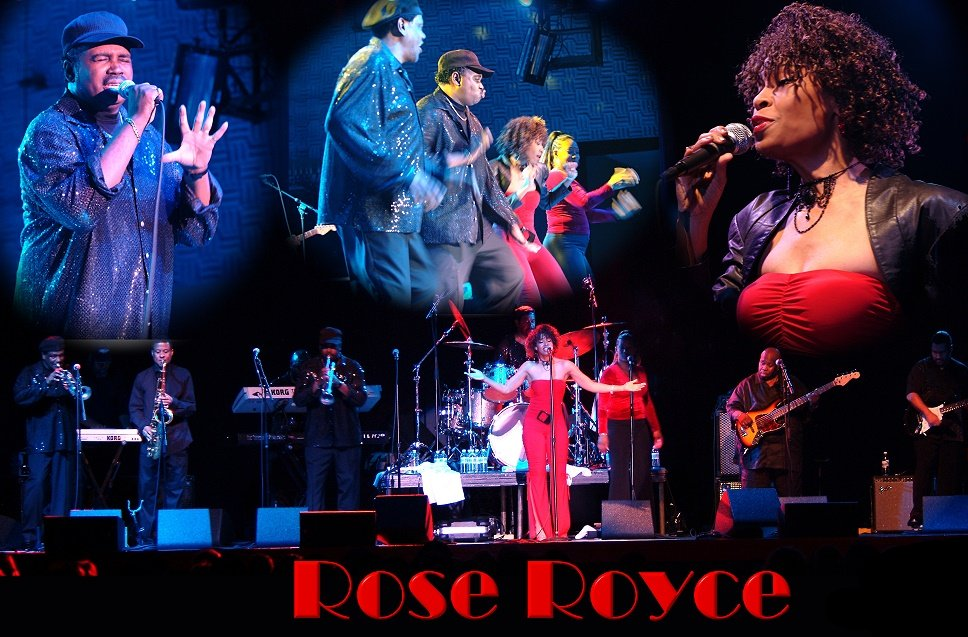
Rose Royce (2005)

Rose Royce war eine US-amerikanische Soul-, Funk- und Disco-Band, deren größter Hit die 1976er Single Car Wash ist.

## Biografie
Die Band wurde von dem Motown-Musikproduzenten und Songwriter Norman Whitfield (vor allem bekannt durch seine Arbeit mit The Temptations) zusammengestellt. Die zunächst aus acht Mitgliedern bestehende Gruppe wurde zu Beginn der 1970er Jahre in Los Angeles unter dem Namen Total Concept Unlimited gegründet und trat als Begleitband für Edwin Starr sowie als Studiomusiker für The Temptations und The Undisputed Truth auf. Mitglieder waren Kenji Brown, Kenny Copeland, Freddie Dunn, Henry Garner, Lequient „Duke“ Jobe, Michael Moore, Victor Nix und Gerrai Santiel.
1976 kam die Sängerin Gwen Dickey neu hinzu und der Bandname wurde in Rose Royce geändert. Danach entstand der von Whitfield produzierte Soundtrack für die Musikkomödie Car Wash – Der ausgeflippte Waschsalon, deren Titellied der größte Erfolg der Gruppe wurde. Die Single erreichte Platz 1 in den USA, Top-10-Platzierungen in der Schweiz und in Großbritannien sowie die Top 20 in Österreich und Deutschland. Bis 1977 stiegen fünf weitere Singles in die amerikanischen und/oder englischen Charts, darunter mit I Wanna Get Next to You lediglich ein Top-10-Hit (1977, US Platz 10). Das Album wurde für die beste Soundtrack-Komposition mit einem Grammy ausgezeichnet.
1978 wurde zum erfolgreichsten Jahr für Rose Royce im Vereinigten Königreich. Zu Beginn des Jahres kletterte Wishing on a Star auf Platz 3 der Single-Charts, im Mai folgte It Makes You Feel Like Dancin’, das Platz 16 erreichte, und schließlich erklomm Love Don’t Live Here Anymore im Herbst sogar Platz 2. Fünf weitere Singles platzierten sich bis 1985 in den UK-Charts.
Eine Neuauflage von Car Wash (mit Is It Love You’re After als B-Seite) schaffte 1988 den Sprung auf Platz 20 in England. Erst 10 Jahre später, im Jahr 1998, war ein Remix von Car Wash die letzte Hitparadennotierung für Rose Royce. Gwen Dickey veröffentlichte gemeinsam mit Jay-Z im selben Jahr eine neue Version von Wishing on a Star, die auf Platz 13 der UK-Charts und auf Platz 56 in Deutschland stand.
2010 war Rose Royce Thema der Doku-Reihe Unsung auf dem afroamerikanischen TV-Sender TV One. Diese Reihe widmet sich R&B-Stars, die weniger Aufmerksamkeit als die großen Stars des Genres erhielten.

## Diskografie

### Alben
| Jahr | Titel              | Höchstplatzierung, Gesamtwochen, AuszeichnungChartplatzierungen (Jahr, Titel, Platzierungen, Wochen, Auszeichnungen, Anmerkungen) | Höchstplatzierung, Gesamtwochen, AuszeichnungChartplatzierungen (Jahr, Titel, Platzierungen, Wochen, Auszeichnungen, Anmerkungen) | Höchstplatzierung, Gesamtwochen, AuszeichnungChartplatzierungen (Jahr, Titel, Platzierungen, Wochen, Auszeichnungen, Anmerkungen) | Höchstplatzierung, Gesamtwochen, AuszeichnungChartplatzierungen (Jahr, Titel, Platzierungen, Wochen, Auszeichnungen, Anmerkungen) | Höchstplatzierung, Gesamtwochen, AuszeichnungChartplatzierungen (Jahr, Titel, Platzierungen, Wochen, Auszeichnungen, Anmerkungen) | Anmerkungen                                                                                             |
| Jahr | Titel              | DE | AT | CH | UK | US | Anmerkungen                                                                                             |
| ---- | ------------------ | --- | --- | --- | --- | --- | --- |
| 1976 | Car Wash           | — | AT18 (4 Wo.)AT | — | — | US14 Gold · (40 Wo.)US | Erstveröffentlichung: 13. September 1976 Soundtrack zum Film Car Wash Erstveröffentlichung: 1976 Grammy |
| 1977 | In Full Bloom      | — | — | — | UK18 Gold · (13 Wo.)UK | US9 Platin · (33 Wo.)US | Erstveröffentlichung: 29. Juli 1977                                                                     |
| 1978 | Strikes Again      | — | — | — | UK7 Gold · (11 Wo.)UK | US28 Gold · (24 Wo.)US | Erstveröffentlichung: 11. August 1978                                                                   |
| 1979 | Rainbow Connection | — | — | — | UK72 (2 Wo.)UK | US74 (8 Wo.)US | Erstveröffentlichung: 17. August 1979                                                                   |
| 1980 | Golden Touch       | — | — | — | — | US160 (7 Wo.)US | Erstveröffentlichung: 1980                                                                              |
| 1984 | Music Magic        | — | — | — | UK69 (2 Wo.)UK | — | |

grau schraffiert: keine Chartdaten aus diesem Jahr verfügbar
Weitere Alben
- 1976: Best of Car Wash
- 1981: Jump Street
- 1982: Stronger Than Ever
- 1986: Fresh Cut
- 1989: Perfect Lover
- 1993: Live! – Car Wash
- 1996: Mr. Carwash
- 1996: Rose Royce
- 2002: Studio Cuts (Greatest Hits)

### Kompilationen
| Jahr | Titel         | Höchstplatzierung, Gesamtwochen, AuszeichnungChartplatzierungen (Jahr, Titel, Platzierungen, Wochen, Auszeichnungen, Anmerkungen) | Höchstplatzierung, Gesamtwochen, AuszeichnungChartplatzierungen (Jahr, Titel, Platzierungen, Wochen, Auszeichnungen, Anmerkungen) | Höchstplatzierung, Gesamtwochen, AuszeichnungChartplatzierungen (Jahr, Titel, Platzierungen, Wochen, Auszeichnungen, Anmerkungen) | Höchstplatzierung, Gesamtwochen, AuszeichnungChartplatzierungen (Jahr, Titel, Platzierungen, Wochen, Auszeichnungen, Anmerkungen) | Höchstplatzierung, Gesamtwochen, AuszeichnungChartplatzierungen (Jahr, Titel, Platzierungen, Wochen, Auszeichnungen, Anmerkungen) | Anmerkungen                            |
| Jahr | Titel         | DE | AT | CH | UK | US | Anmerkungen                            |
| ---- | ------------- | --- | --- | --- | --- | --- | -------------------------------------- |
| 1980 | Greatest Hits | — | — | — | UK1 Platin · (34 Wo.)UK | — | Erstveröffentlichung: 22. Februar 1980 |

grau schraffiert: keine Chartdaten aus diesem Jahr verfügbar
Weitere Kompilationen
- 1983: Greatest Hits – Live in Concert
- 1987: The Best of Rose Royce
- 1988: Best of Rose Royce from Car Wash
- 1988: Is It Love You’re After
- 1991: Greatest Hits (mit Chic)
- 1994: Greatest Hits Live
- 1995: Gold
- 2001: Rose Royce
- 2002: The Collection
- 2003: Disco Demigods (Rose Royce / The Trammps / The Miracles) (3 CD-Box)
- 2003: The Best Of (Live)
- 2006: Sisters of Soul Live (mit Sister Sledge)
- 2007: Greatest Hits
- 2008: Wishing on a Star
- 2010: Best Of – Live Rose Royce

### Singles
| Jahr | Titel Album                                                | Höchstplatzierung, Gesamtwochen, AuszeichnungChartplatzierungen (Jahr, Titel, Album, Platzierungen, Wochen, Auszeichnungen, Anmerkungen) | Höchstplatzierung, Gesamtwochen, AuszeichnungChartplatzierungen (Jahr, Titel, Album, Platzierungen, Wochen, Auszeichnungen, Anmerkungen) | Höchstplatzierung, Gesamtwochen, AuszeichnungChartplatzierungen (Jahr, Titel, Album, Platzierungen, Wochen, Auszeichnungen, Anmerkungen) | Höchstplatzierung, Gesamtwochen, AuszeichnungChartplatzierungen (Jahr, Titel, Album, Platzierungen, Wochen, Auszeichnungen, Anmerkungen) | Höchstplatzierung, Gesamtwochen, AuszeichnungChartplatzierungen (Jahr, Titel, Album, Platzierungen, Wochen, Auszeichnungen, Anmerkungen) | Anmerkungen                                                   |
| Jahr | Titel Album                                                | DE | AT | CH | UK | US | Anmerkungen                                                   |
| ---- | ---------------------------------------------------------- | --- | --- | --- | --- | --- | ------------------------------------------------------------- |
| 1976 | Car Wash Best of Car Wash                                  | DE15 (36 Wo.)DE | AT16 (12 Wo.)AT | CH6 (11 Wo.)CH | UK9 Silber · (12 Wo.)UK | US1 Platin · (23 Wo.)US | Erstveröffentlichung: 20. Juni 1976                           |
| 1976 | Put Your Money Where Your Mouth Is Best of Car Wash        | — | — | — | UK44 (5 Wo.)UK | — | Erstveröffentlichung: 22. Oktober 1976                        |
| 1977 | I Wanna Get Next to You Best of Car Wash                   | — | — | — | UK14 (8 Wo.)UK | US10 (17 Wo.)US | Erstveröffentlichung: 28. Februar 1977                        |
| 1977 | I’m Going Down Best of Car Wash                            | — | — | — | — | US70 (7 Wo.)US | Erstveröffentlichung: 2. Mai 1977                             |
| 1977 | Do Your Dance In Full Bloom                                | — | — | — | UK30 (6 Wo.)UK | US39 (8 Wo.)US | Erstveröffentlichung: 29. August 1977                         |
| 1977 | Ooh Boy In Full Bloom                                      | — | — | — | UK46 (7 Wo.)UK | US72 (11 Wo.)US | Erstveröffentlichung: 31. Oktober 1977 Charteintritt UK: 1980 |
| 1978 | Wishing on a Star In Full Bloom                            | — | — | — | UK3 Silber · (14 Wo.)UK | — | Erstveröffentlichung: 8. Januar 1978                          |
| 1978 | It Makes You Feel Like Dancin’ In Full Bloom               | — | — | — | UK16 (10 Wo.)UK | — | Erstveröffentlichung: 2. Mai 1978                             |
| 1978 | Love Don’t Live Here Anymore Strikes Again                 | — | — | — | UK2 Gold · (10 Wo.)UK | US32 (11 Wo.)US | Erstveröffentlichung: 8. September 1978                       |
| 1979 | I’m in Love (And I Love the Feeling) Strikes Again         | — | — | — | UK51 (4 Wo.)UK | — | Erstveröffentlichung: 30. Juli 1978                           |
| 1979 | Is It Love You’re After Rainbow Connection IV              | — | — | — | UK13 (13 Wo.)UK | — | Erstveröffentlichung: 30. August 1979                         |
| 1981 | R. R. Express (Rose Royce Express) Jump Street             | — | — | — | UK52 (3 Wo.)UK | — | Erstveröffentlichung: 6. Oktober 1981                         |
| 1984 | Magic Touch Music Magic                                    | — | — | — | UK56 (1 Wo.)UK | — | Erstveröffentlichung: 2. August 1984                          |
| 1985 | Love Me Right Now –                                        | — | — | — | UK60 (4 Wo.)UK | — |                                                               |
| 1988 | Car Wash / Is It Love You’re After Is It Love You’re After | — | — | — | UK20 (7 Wo.)UK | — |                                                               |
| 1998 | Car Wash 1998 (The Monday Night Club Mixes)                | — | — | — | UK18 (3 Wo.)UK | — | feat. Gwen Dickey and the Monday Night Club                   |

Weitere Singles
| - 1976: I’m Going Down - 1976: Mini Wash (EP) - 1978: First Come, First Serve - 1979: What You Waitin’ For - 1979: I Wonder Where You Are Tonight - 1980: Pop Your Fingers - 1980: Funkin’ Around - 1980: Golden Touch - 1980: I Wanna Make It with You - 1980: You’re a Winner - 1982: You Blew It - 1982: Still in Love - 1982: Dance with Me | - 1982: Best Love - 1982: Fire in the Funk - 1984: New Love - 1984: Holding On to Love - 1985: I’m Ready for Your Love - 1986: Doesn’t Have to Be This Way - 1986: Lonely Road - 1987: If Walls Could Talk - 1987: Listen Up - 1987: Fighting Chance - 1988: Just My Imagination - 1988: Car Wash (EQ 88 Full Strength Mix) - 1989: Perfect Lover |

### Videoalben
- 1985: Love Me Right Now (VHS)
- 2003: In Concert (DVD)
- 2005: Sinbad Soul Music Festival: Rose Royce (DVD)

## Auszeichnungen für Musikverkäufe
| Goldene Schallplatte - Neuseeland - 1979: für die Single Love Don’t Live Here Anymore |

Anmerkung: Auszeichnungen in Ländern aus den Charttabellen bzw. Chartboxen sind in ebendiesen zu finden.
| Land/RegionAuszeichnungen für Musikverkäufe (Land/Region, Auszeichnungen, Verkäufe, Quellen) | Silber     | Gold     | Platin     | Verkäufe  | Quellen         |
| -------------------------------------------------------------------------------------------- | ---------- | -------- | ---------- | --------- | --------------- |
| Neuseeland (RMNZ)                                                                            | —          | Gold1    | —          | 10.000    | Einzelnachweise |
| Vereinigte Staaten (RIAA)                                                                    | —          | 2× Gold2 | 2× Platin2 | 4.000.000 | riaa.com        |
| Vereinigtes Königreich (BPI)                                                                 | 2× Silber2 | 3× Gold3 | Platin1    | 1.450.000 | bpi.co.uk       |
| Insgesamt                                                                                    | 2× Silber2 | 6× Gold6 | 3× Platin3 |           |                 |